# Bagnara di Romagna
Bagnara di Romagna (Bagnêra in romagnolo) è un comune italiano di 2 346 abitanti della provincia di Ravenna in Emilia-Romagna. 
Il borgo è l'unico esempio integralmente conservato in tutta la pianura romagnola di castrum medievale, con gli elementi fondamentali quali Rocca sforzesca, cinta muraria, porta civica, terragli e fosse. 

## Geografia fisica

### Territorio
Bagnara di Romagna è situata nel settore occidentale della provincia di Ravenna, ai confini con la provincia di Bologna. Il confine tra i due territori è posto, dal 1859, sul fiume Santerno, che scorre ad un chilometro dall'abitato.
Bagnara si trova inoltre lungo gli Stradelli Guelfi, il percorso parallelo alla Via Emilia che un tempo collegava vari castelli, chiese e residenze signorili, da Bologna fino al mare Adriatico. Tra tutti i borghi fortificati che sorgevano lungo il percorso, quello di Bagnara resta l'unico esempio di castrum medievale tuttora integralmente conservato.

## Origini del nome
Il toponimo originale "Bagnara" si riferisce alla tipologia del suolo che contraddistingue la pianura alluvionale, molto umido e ricco di acque stagnanti e risorgive: la Silva Bagnaria (o Balnearia).
Il nome completo "Bagnara di Romagna" fu assegnato con un Regio decreto (Torino, 11 gennaio 1863), per distinguere il comune romagnolo da quello di Bagnara Calabra.

## Storia

### Fondazione
Il territorio su cui sorge oggi Bagnara era anticamente boschivo e paludoso. Fu oggetto di parziale bonifica da parte degli Etruschi e successivamente fu colonizzato dai Romani. Il toponimo latino da cui deriva il nome attuale era Silva Bagnaria o Balnearia. Anche il territorio bagnarese fu interessato alla centuriazione, ovvero alla divisione in lotti ed alla costruzione di un reticolato geometrico di strade. Uno dei cardi era l'attuale via Lunga (via Longa), posta circa un chilometro a sud-est dell'attuale centro abitato.
In epoca altomedievale, nei pressi dell'antica via Lunga (in località denominata "Prati di S. Andrea", oggi interessata da un recupero archeologico e ambientale), un kardo dell'antica centuriazione romana, venne edificato il primo nucleo della città di Bagnara, attorno a un castrum. Il primo documento cartaceo in cui si ricorda Bagnara risale al 7 marzo 855: è una donazione fatta da un nobile imolese, Gisolfo, all'arcivescovo di Ravenna Giovanni. Il padre di Gisolfo, Romualdo, sentendosi prossimo alla morte, aveva deciso di donare alla Chiesa di Ravenna i suoi beni, sparsi nei territori bolognese, imolese e faentino. Tra essi vi era la curtem meam integram que est posista in Balnearia con le sue pertinenze, tra cui un castrum. Il castrum divenne feudo del vescovo di Imola nel 1126 per decisione di papa Onorio II.
Di Bagnara vecchia non rimane più nulla: secondo la ricostruzione storica finora prevalente, il castrum fu distrutto l'8 maggio 1222 nel corso di una battaglia tra le città di Bologna e Faenza, alleate, che sconfissero Imola, da cui dipendeva Bagnara. I sopravvissuti, rimasti senza tetto, si trasferirono in un luogo dove allora sorgeva un oratorio intitolato a San Giovanni, ad appena 800 metri di distanza. Nacque così la nuova Bagnara.

### Dal Medioevo all'Unità d'Italia
Nei secoli che seguirono Bagnara fu teatro di battaglie, saccheggi e oggetto di negoziati. Il castrum passò di mano a diversi padroni, che l'ottennero come preda di guerra, o per compravendita, oppure per donazione.
Oltre al vescovo d'Imola, si avvicendarono nel suo possesso Uguccione della Faggiola, i Manfredi, gli Ordelaffi, i Da Polenta, i conti di Cunio, i Visconti (siamo alla metà del Trecento), i Malatesta, gli Estensi, poi nel Quattrocento: di nuovo il vescovo d'Imola, Taddeo Manfredi, Galeazzo Sforza e Galeotto Manfredi. Nel 1482 Bagnara fu assegnata a Girolamo Riario quale dono di nozze da parte di Papa Sisto IV, suo zio, assieme alle città di Imola e Forlì. Alla morte del Riario, ucciso in una congiura a Forlì, gli subentrò la vedova Caterina Sforza.
Caterina è, tra le personalità storiche più conosciute, quella le cui vicende sono maggiormente legate a Bagnara. Vendicò il marito in maniera spietata e mantenne il possesso di tutte le sue terre, ereditate dal figlio ancora minorenne, Ottaviano Riario. Caterina nulla poté invece contro l'invasione dell'esercito francese di re Carlo VIII, che nel 1494 scese nella penisola diretto a conquistare il Regno di Napoli. Caterina s'incontrò segretamente, proprio nella rocca di Bagnara, con il duca di Calabria, figlio del re di Napoli, per stringere un'alleanza (23 settembre 1494). Ma l'esito dello scontro fu favorevole a Carlo VIII, che divenne il nuovo padrone della penisola italiana. Dopo i francesi, Bagnara dovette subire anche il dominio del duca Cesare Borgia, che alla fine dell'anno 1499 conquistò Imola e gli altri castelli posseduti da Caterina fino a Forlì.
Il figlio Ottaviano Riario, giunto intanto alla maggiore età, avviò una campagna per la riconquista dei suoi territori, ma si rivelò non all'altezza del compito. Seguirono decenni di lotte per il possesso di Imola e del suo contado, Bagnara compresa, tra sostenitori del Papa e sostenitori del re di Francia. Bagnara dovette subire sanguinose scorrerie da ambedue le parti. Mentre Imola e le località circostanti finirono sotto il controllo del Papa (cioè “immediatamente soggetti”), su Bagnara la giustizia del tempo non trovò una soluzione. I sostenitori del Papa e i sostenitori del re di Francia raggiunsero un accordo di compromesso solo il 30 luglio 1562: Bagnara sarebbe stata “mediatamente” soggetta alla Santa Sede. Inoltre, il vescovo di Imola conservò il titolo di conte di Bagnara e mantenne la proprietà su quasi tutto il territorio comunale; conservò anche il potere di amministrare il comune e la giustizia e di provvedere alla difesa militare del territorio. Spettò al consiglio comunale di Imola il potere di veto sulla nomina del commissario (il sindaco dell'epoca) e il diritto di esigere le imposte fondiarie.
È legata alla devoluzione di Bagnara alla Chiesa di Imola l'edificazione dell'orologio da torre. Nella piazza centrale, sulla torre del palazzo comunale (“Palazzo Vecchio”) fu posto un orologio meccanico con campana. Fu, a quel tempo, uno dei pochi orologi da torre della Bassa Romagna. Il XVI secolo si concluse con un tragico evento: nel 1591, dopo tre anni consecutivi di carestia, scoppiò un'epidemia di tifo petecchiale che causò in paese oltre 223 vittime. Per Bagnara fu il numero massimo di morti mai riscontrato in un solo anno della sua storia.

La Madonna del Pubblico Voto. L'immagine originale, di matrice faentina, è attualmente conservata nel Torrioncino visconteo della rocca.

Nel Seicento andò un po' meglio: la peste “manzoniana” del 1630-31, che mieté numerose vittime nei paesi vicini, non toccò Bagnara, che invocò unito la sua protezione. Per questo motivo il consiglio comunale istituì una festa annuale di ringraziamento alla Madonna, detta “del Voto”, fissata all'ultima domenica di luglio. Negli archivi comunali è conservata la delibera con cui fu istituita la solennità:
(Comune di Bagnara, Santa Deliberazione, 9 giugno 1631. A.C.B. Atti Cons. t. VI, 1630-1641, a. 1631.)
Da allora la festa, probabilmente istituita su una tradizione già esistente, è continuata ininterrottamente fino ai nostri giorni.

Nel 1610 fu firmata la prima delibera consiliare relativa alla scuola. Nel documento, datato al 5 aprile, si riferiva che il maestro chiedeva una camera per insegnare perché fino ad allora aveva fatto lezione sotto la loggia del municipio.
Il Settecento fu contraddistinto da diversi flagelli: in primo luogo le guerre di successione, che interessarono indirettamente la Romagna, dove vari eserciti fissarono i propri quartieri invernali e pretesero vitto, alloggio, legna da ardere, biada per i cavalli ed altro dalla popolazione. Nel 1736 all'occupazione straniera si aggiunse anche una grave carestia. Nell'ottobre 1765 si verificarono molti casi di febbre terzana (una febbre intermittente, malarica), accompagnati da epidemie che colpirono il bestiame bovino. Nonostante gli eventi avversi, a Bagnara il comune continuava ad impegnarsi per fornire un'istruzione primaria ai suoi abitanti. All'epoca l'istruzione comprendeva solo le prime tre classi della scuola elementare. Attorno al 1740 fu nominato maestro il cappellano don Filippo Lucchesi. Esercitò questo servizio per oltre quarant'anni, tanto da ricevere nel 1781 (quando fu collocato a riposo) una pensione di venti scudi mensili. Diventò così il primo pensionato della storia di Bagnara.
Nel 1797 invasero l'Italia i francesi di Napoleone, che abbatterono il vecchio regime e organizzarono nuove circoscrizioni amministrative e giudiziarie. Il vescovo di Imola perse ogni potere e diritto su Bagnara, mantenendo solamente la guida spirituale della parrocchia.  Nel 1799 venne costituito il primo Monte frumentario. Si trattava di un luogo in cui si ammassava il grano. I contadini potevano prelevare la quantità che serviva per la semina. Dopo la fine della raccolta, erano tenuti a restituire il grano, aumentato di una percentuale come interesse.
Nel 1810 il Comune di Bagnara fu accorpato a quello di Castel Bolognese. Ma appena quattro anni dopo l'epoca napoleonica giunse alla fine. Il 25 maggio 1814 cessò definitivamente il dominio francese sull'Italia. In Romagna fu ripristinato il governo dello Stato pontificio. Il vescovo di Imola tornò a fregiarsi del titolo di conte di Bagnara, mentre i poteri amministrativi passarono al cardinal legato. Bagnara tornò ad essere un comune autonomo e fu inserita, con Imola, nella Legazione di Ravenna. Nel 1817 il consiglio comunale decise di costruire il cimitero fuori dalla città. Fu scelta un'area di fronte alla chiesa della Madonna del Soccorso (dove il camposanto si trova tuttora). Nel 1821 fu inaugurato il primo ponte sul Santerno, in legno. Col tempo, gli ingenti lavori di manutenzione iniziarono a gravare pesantemente sul bilancio comunale, tanto che dopo poche decine di anni il ponte fu chiuso al traffico. Si ritornò ad attraversare il Santerno con un traghetto, come si faceva sin dal Seicento.
I successivi avvenimenti politici nazionali ebbero una forte eco nel paese: alcuni bagnaresi parteciparono ai moti mazziniani del 1831; nel 1846 venne festeggiata ufficialmente l'elezione al soglio pontificio del vescovo d'Imola Giovanni Maria Mastai Ferretti (Papa Pio IX); nel 1849, dopo la proclamazione della Repubblica Romana, Bagnara subì l'invasione delle truppe austriache che ripristinarono il potere temporale del papato. Gli imperiali entrarono in paese il 22 maggio 1849.
Al 1855 risale l'ultima epidemia di colera in paese, con 16 morti ufficialmente denunciati (ma probabilmente il totale dei decessi raggiunse la quarantina).

### Dal Regno d'Italia alla Repubblica
Con l'annessione al nuovo regno, si verificano alcuni importanti cambiamenti istituzionali: l'istruzione primaria divenne obbligatoria, così come la leva militare; la nomina del sindaco passò dal vescovo al re; inoltre, passò dalle parrocchie ai comuni la gestione degli istituti di beneficenza nonché la registrazione di nascite, matrimoni e morti. Vennero invece trasferiti direttamente allo Stato i beni ecclesiastici non strettamente necessari al culto. A questi primi anni risale anche la costruzione della prima rete fognaria e delle prime pubbliche latrine.
Lo Stato avocò a sé anche i compiti di tutela del territorio (bonifica, difesa contro gli straripamenti del Santerno). Nel XIX secolo il fiume era straripato negli anni 1801, 1803, 1842, 1851 e 1864. Due interventi importanti furono realizzati negli anni 1870. Nel 1871 fu raddrizzato il corso del fiume, che descriveva due pericolose anse in prossimità dell'abitato. Tre fondi agricoli (Ceruno, Piciardondolo e Foco Martino) si ritrovarono alla sinistra del nuovo alveo. Ciò comportò la loro cessione al comune confinante, quello di Mordano. Successivamente fu costruito il nuovo ponte. L'opera, la più importante anche dal punto di vista finanziario, fu inaugurata il 26 aprile 1879. Per i forti legami religiosi e commerciali con Imola, la strada - lunga circa 1 km - che porta da Bagnara a Mordano (e quindi al territorio imolese) divenne la via più trafficata del paese. Prendeva il nome di via della Barca. Il paese però rimase tagliato fuori, come Mordano, dalla linea ferroviaria. Ciò influì sullo sviluppo industriale del territorio. Nessuna industria infatti decise di insediarsi nel territorio bagnarese e il paese rimase a vocazione agricola per molti altri decenni. Nel 1912 fu aperto il primo asilo infantile, retto dalle Ancelle del Sacro Cuore di Lugo.

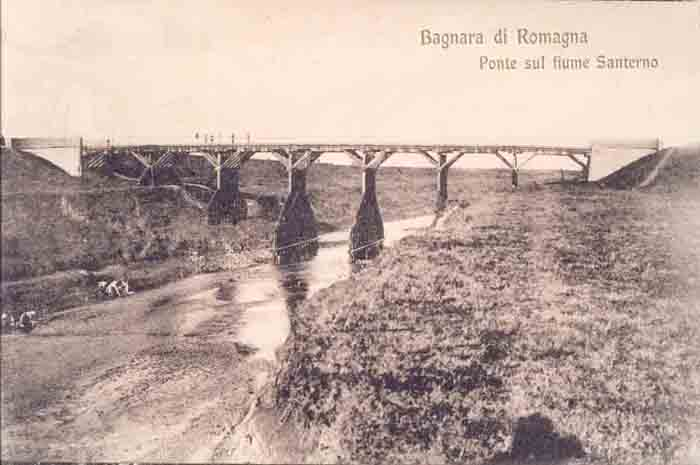
Il Ponte sul Santerno realizzato nel 1879 visto da Bagnara.

I primi anni del XX secolo furono contrassegnati da grandi cambiamenti sociali: sorsero leghe di braccianti e mezzadri sempre più combattive, nacquero i primi sindacati e si verificò l'entrata in politica dei cattolici. Iniziò un periodo di sviluppo grazie al commercio dei bovini e all'artigianato, specialmente la lavorazione del legno eseguita nelle numerose botteghe del paese. Il 29 settembre 1915 avvenne il primo allacciamento del paese alla rete elettrica.
Il lungo conflitto che impegnò l'Italia tra il 1915 e il 1918 (prima guerra mondiale) causò un deterioramento delle condizioni di vita. Le forti tensioni sociali che ne derivarono raggiunsero il culmine il 2 maggio 1920 (in pieno biennio rosso), quando i socialisti (primo partito in paese) inaugurarono un monumento ad Andrea Costa, a cui seguirono scontri che provocarono due morti e la proclamazione dello stato d'assedio. Nel territorio bagnarese le tensioni non terminarono: nell'agosto 1922 il consiglio comunale fu costretto a dimettersi consegnando il potere al partito fascista.

Durante il ventennio fascista le principali opere pubbliche costruite furono: un grande alloggio adibito a casa popolare, il nuovo edificio scolastico, il parco della Rimembranza e il nuovo campo sportivo.

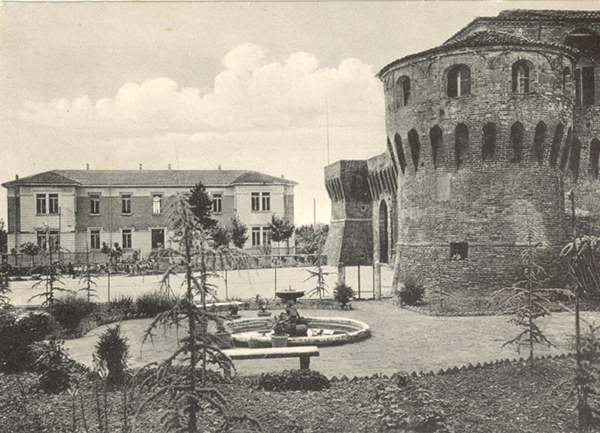
Le scuole e la Rocca Sforzesca di Bagnara di Romagna negli anni trenta del XX secolo.

Durante la seconda guerra mondiale Bagnara diede il suo contributo di vittime, militari e civili, e di prigionieri. Del locale Comitato di liberazione fecero parte esponenti di tutti i partiti antifascisti, oltre all'arciprete don Alberto Mongardi, in rappresentanza dei cattolici. Per aver salvato oltre quattrocento persone che si erano rifugiate nella rocca, minata dai nazisti, e per altri gesti di carità e umanità don Mongardi fu insignito di una medaglia d'argento al merito con palma dalla Croce Rossa. Un altro gesto eroico di umanità e solidarietà fu compiuto da una famiglia contadina abitante in via Trupatello, i Villa. Tennero nascosta durante il 1944 una famiglia di ebrei, tra cui un bambino di sei anni, provenienti dalla Toscana in fuga dai nazisti. Da marzo 2020 i nomi dei due capofamiglia, Angelo Valli e Maria Golinelli, sono insigniti del titolo «Giusti fra le nazioni».
Il 9 aprile 1945 si registrò il più devastante bombardamento su Bagnara, che causò 26 morti tra i civili. Fu abbattuta anche la storica torre dell'orologio. La liberazione di Bagnara avvenne l'11 aprile per opera delle truppe polacche, la 3ª Dywizja Strzelcow Karpackich del II Corpo d'armata agli ordini del generale Anders. La guerra lasciò un segno profondo: su un totale di 1970 abitanti erano partiti 272 soldati, dei quali 13 non ritornarono più. Tra i civili si contarono 82 morti, 260 feriti, 29 mutilati. I danni economici, oltre alle razzie e alle altre distruzioni, furono ingenti: 74 case rase al suolo e 138 semidistrutte.
Dopo la fine della guerra fu demolito l'unico ospedale del paese. Era stato costruito verso il 1580, adiacente alla Chiesa della Natività, pertanto aveva assunto il nome di «Ospitale della Natività». Dopo la fine del potere pontificio, l'ospedale fu incamerato dallo Stato (1860), che ne cambiò denominazione in «Casa dei Poveri». Dopo la prima guerra mondiale aveva assunto il nome di «Ospedaletto Vecchio» (e' p'sdalét vèac). La struttura fu demolita nel 1947; da allora i cittadini di Bagnara per curarsi vanno nella vicina Lugo.
Nel 1965 entrò in funzione l'acquedotto comunale. Da allora non furono più scavati pozzi artesiani.
Il 16 novembre 1988 vennero trovati morti i 5 carabinieri presenti nella locale stazione. Dopo un iniziale sospetto di azione terroristica l'ipotesi più accreditata fu quella di un  omicidio/suicidio. Il caso è tuttora insoluto.
Nel 1993 il paese celebrò la sua prima centenaria: il 12 aprile tagliò il traguardo del secolo Stella Gaddoni, festeggiata da tutta la cittadinanza.
Tra il 2005 e il 2012 la popolazione è passata da poco più di 1.800 abitanti a 2.400, registrando un aumento senza precedenti.
Il 17 maggio 2023, a seguito di forti precipitazioni, si ruppe un tratto dell'argine del fiume Santerno a sud del paese allagando oltre il 50% del territorio. L'evento provocò danni a scantinati, abitazioni e alla rete fognaria.

### Stemma
Lo stemma del Comune è basato sull'etimologia del toponimo "Bagnara", cioè fonte zampillante d'acque. Esso risulta ufficialmente composto: "d'azzurro alla fontana d'argento zampillante e scorrente posta su campagna verde". Dentro la vasca sono posti, l'uno di fronte all'altro, "due putti di carnagione nell'atto di bagnarsi le mani protese".

## Monumenti e luoghi d'interesse
Dal 2022 Bagnara di Romagna fa parte del circuito «I borghi più belli d'Italia».

### La Rocca sforzesca

La Rocca di Bagnara nel 1948.

Le origini della rocca di Bagnara risalgono al XIV secolo, ovvero all'edificazione nel 1354 del castrum da parte di Barnabò Visconti. Nel 1428 la rocca fu espugnata da Angiolo della Pergola. Alla fine del secolo fu profondamente ristrutturata da Girolamo Riario e Caterina Sforza, che l'adattarono alle nuove tecniche militari. Il maschio, che risale a tale periodo, è considerato da molti studiosi una delle migliori opere d'arte fortificatoria del XV secolo in Italia.
A partire dal Settecento si procedette alla riconversione del complesso edilizio dall'uso militare all'uso civile. La rocca divenne residenza del commissario del vescovo; in alcuni periodi i suoi locali furono anche destinati a carcere. Con la fine del dominio pontificio la rocca passò al Regno d'Italia; successivamente fu acquistata dal Comune, che la destinò prima alle scuole e poi a museo.

### Le Fosse castellane e le mura
In tutta la pianura romagnola, Bagnara resta l'unico esempio di castrum medievale integralmente conservato. L'intero sistema difensivo, comprendente la rocca, il muro di cinta ed il fossato, è perfettamente visibile anche ai nostri giorni.
Le mura sono ancora oggi costeggiate, nella parte interna, dai quattro terragli, le vie sopraelevate che servivano da avvistamento e anche come prima difesa della rocca. Sulle mura (originariamente alte cinque metri) erano situati sei bastioni, destinati ad ospitare i soldati con compiti di avvistamento e di difesa. Originariamente il fossato (familiarmente chiamato dagli abitanti "le Fossa") era profondo dai quattro ai sei metri; l'acqua che lo alimentava veniva dal Rasena, il ramo del Santerno che scorreva pochi km a sud del paese. A partire dal XVII secolo le Fossa, che non svolgevano più da tempo la funzione difensiva, furono utilizzate dalle lavandaie. Il prosciugamento del fossato fu deciso nel 1738.
Al castello si accedeva attraverso un'unica Porta. Conservatasi fino ad oggi, guarda verso il fiume Santerno. Nell'Ottocento, essendo l'unico accesso divenuto insufficiente, si praticarono altre tre aperture carrabili. In seguito all'ultima guerra le Mura andarono quasi completamente distrutte, il che rese necessari importanti lavori di restauro.
Si racconta che nei primi decenni del Novecento stazionasse presso le Mura la mendicante Elvira Pomidori, detta la Munàca, che si fingeva paralitica all'atto di chiedere l'elemosina, ma camminava speditamente quando se ne andava per i fatti propri. I più anziani dicono ancora che fa la Munàca chi si finge debole per ottenere dei vantaggi.

### Le chiese
Oltre al castello sono numerosi gli edifici religiosi e le chiese nel territorio bagnarese, tra le quali la più antica è la chiesa della Natività di Maria - ora ricostruita e utilizzata come auditorium - che sorse nel 1452.

La chiesa arcipretale di Bagnara.

La chiesa arcipretale dei SS. Giovanni Battista e Andrea Apostolo fu eretta sull'antico oratorio di S. Giovanni nel 1484. Edificio ad unica navata e a volta, fu costruito in tre diverse epoche: la prima (secc. XIII e XIV) è riconoscibile da resti di antiche murature nella parte bassa della fiancata; il secondo rifacimento è del 1653, con il quale vennero erette le otto cappelle laterali; la terza fase è del secolo XVIII (1752-1774) quando l'architetto Cosimo Morelli risistemò le cappelle laterali e ricostruì l'abside ed il presbiterio, arricchendoli con una monumentale ancona ed un altare, opera entrambi dei fratelli Dalla Quercia di Imola.

Il santuario della Madonna del Soccorso.

Pregevoli le opere artistiche al suo interno:
- la statua della Madonna del Voto, terracotta policroma databile al XVI secolo[29], alta circa 1 metro. È collocata sopra l'altare maggiore, in una nicchia. Fu rinvenuta dall'agricoltore Antonio Camangi, nel suo podere, nella seconda metà del XVI secolo;
- il fonte battesimale in pietra del XV secolo;
- il portale di tabernacolo in arenaria (secolo XV);
- la cantoria lignea e l'organo di Giovanni Chianei del 1786, restaurati nel 1994;
- i dipinti dei secoli XVII, XVIII e XIX;
- il coro ligneo in noce composto di 15 stalli.

La canonica della chiesa arcipretale ospita un museo d'arte sacra.
Il santuario della Madonna del Soccorso fu costruito su progetto di Cosimo Morelli nel 1766, in un luogo che era divenuto nel tempo meta di pellegrinaggi a causa del ritrovamento di un ritratto in terracotta di Madonna col Bambino su una quercia, al di sopra di una pozza le cui acque erano diventate miracolose.
In località Molinello è sito l'oratorio di San Pietro Apostolo. Edificato presumibilmente nel XVII secolo, ha assunto il nome di "oratorio del Molinello". Sopravvissuto alle distruzioni della seconda guerra mondiale, da quell'epoca si trova però in stato di abbandono.
Nell'attuale zona dell'acquedotto è esistita la chiesa dell'Annunciazione. Edificata nel 1684 dalla facoltosa famiglia Bacchi, si trovava sulla curva di via Madonna. La chiesa fu distrutta durante la seconda guerra mondiale. Il 29 gennaio 1945, infatti, una granata la colpì in pieno radendola al suolo.

### Villa e Bosco Morsiani
Villa Morsiani è una delle dimore storiche dell'Emilia-Romagna. Di proprietà della stessa famiglia fin dalla costruzione, i conti Morsiani, risale al XV secolo, epoca nella quale era un edificio fortificato. Ne sono testimonianza i muri di inusitato spessore, le numerose feritoie ed arciere anche per il tiro incrociato, i barbacane e le quattrocentesche inferriate delle finestre. Le origini della famiglia dei conti Morsiani sono antichissime, riallacciandosi addirittura a quel Marius Scotus che nel 773 d.C. discese in Italia al fianco di Carlo Magno contro i Longobardi e diede origine al casato dei Marescotti.
A partire dal Settecento, finite le guerre feudali e religiose, i Morsiani adattarono la villa, che non ha mai mutato proprietà nel corso del tempo, a dimora gentilizia di campagna a partire dal Settecento. Il vasto parco che la circonda e le numerose statue in pietra serena vicentina poste sulle mura di recinzione e all'interno del giardino, risalgono alla metà di quel secolo.
La famiglia Morsiani ha fondato nel 1939 l'allevamento amatoriale di cani san Bernardo denominato "Del Soccorso", oggi noto in tutto il mondo. Ha inoltre fondato, nel 1996, la Fondazione Internazionale "Antonio Morsiani" di Studi sul Cane, con annesso museo e biblioteca di Cinofilia e Cinotecnia, un'istituzione privata e culturale unica al mondo nel suo settore.

### Altri luoghi da visitare
«Molinello Piani»
Costruzione cinquecentesca (edificata nel 1511) si trova lungo il Canale dei molini di Castel Bolognese e Lugo. Fu di proprietà dei conti Sassatelli fino al 1878, quando è stato ceduto alla famiglia Piani, da cui deriva il nome attuale. Cessò le sue funzioni nella seconda metà del XX secolo; successivamente i suoi locali sono stati adibiti a ristorante. Il proprietario attuale ha restaurato l'apparato tecnologico lasciandolo nella sua collocazione originaria. È in previsione la sua valorizzazione come museo e centro di documentazione.
Piazza Marconi
La piazza centrale è il luogo pubblico più importante, il centro di raccolta, di svago, affari, fucina di passioni politiche e ideali dei bagnaresi. Sulla piazza si dava la corda in pubblico ai condannati, passavano le processioni precedute dai confratelli delle varie compagnie; a volte sulla piazza giungeva l'acqua del fiume Santerno in rotta. Nel 2004 piazza Marconi è stata interessata da un completo recupero storico che ha comportato il rifacimento della pavimentazione. Nel 2008 vi si è trasferito il municipio, che è ritornato così nella sua sede storica.
Palazzo Fabbri
Si trova sul lato est di piazza Marconi; nelle varie epoche fu abitazione del sindaco, macelleria ed osteria. Oggi, terminata una preziosa opera di restauro è divenuto sede di una locanda. Formidabile testimonianza dell'architettura locale del secolo XIX, è dotato all'interno di un piccolo chiostro, con un loggiato in selenite che campeggia al centro del lato est, che appare più antico (probabilmente sei-settecentesco).

### Siti archeologici

#### Parco archeologico dei Prati di S. Andrea
Il sito archeologico di Bagnara vecchia è definito un'«area di ripristino ecosistemi e sito archeologico».
È stato riportato alla luce dagli scavi effettuati tra il 2005 e il 2021; ai lavori ha contribuito un nutrito gruppo di volontari. Il sito consiste in una motta, cioè un rialzo di terreno che nasconde l'antico abitato. Bagnara vecchia era protetta da una palizzata e da fossati con aree allagate. L'area, che era utilizzata per le coltivazioni, è stata rinaturalizzata allo scopo di creare attorno al sito archeologico un parco fruibile dal pubblico. L'inaugurazione è avvenuta il 23 maggio 2022. Ai frassini ed alle querce già presenti sono stati aggiunte piante di olmo, acero campestre, gelso bianco e ontano nero. Sul margine nord-est dell'area è stato creato un piccolo bosco di circa 2000 m² con pioppi bianchi, farnie e tigli.

## Società

### Evoluzione demografica
Abitanti censiti

### Etnie e minoranze straniere
Secondo i dati ISTAT al 31 dicembre 2009 la popolazione straniera residente era di 189 persone. Le nazionalità maggiormente rappresentate in base alla loro percentuale sul totale della popolazione residente erano:
- Albania 110 4,89%;
- Romania 44 1,96%.

### Religione
Nel territorio di Bagnara è presente una parrocchia facente parte della diocesi di Imola.
Due sono i luoghi di devozione mariana:
- Chiesa arcipretale: vi è venerata l'immagine della «Madonna del Pubblico Voto», terracotta policroma alta circa 1 m rinvenuta sull'argine del fiume Santerno in occasione di lavori di escavazione per la sua arginatura. È databile alla seconda metà del XVI secolo[29] (probabilmente tra il 1564 e il 1585) ed è invocata per le guarigioni da infermità, pestilenze e calamità naturali. Nel 1631 fu istituita la Festa del Pubblico Voto, come ringraziamento per aver protetto il paese dall'epidemia di peste del 1630; da allora si svolgono nell'ultima domenica di luglio solenni processioni in suo onore con l'intervento delle autorità religiose e civili. Nel 1998 è stata realizzata un'edicola sull'argine destro del Santerno che sostituisce il pilastrino originario.
- Santuario della Madonna del Soccorso: l'immagine, una terracotta dipinta, fu realizzata nel 1705. Negli anni si moltiplicarono le grazie ottenute per l'intercessione della Vergine. Nel 1763 fu costruito il santuario dov'è tuttora custodita. È invocata per guarigioni da infermità. La sua ricorrenza cade l'ultima domenica di luglio.

## Cultura
Bagnara di Romagna fa parte della rete dei Borghi più Belli d'Italia.

### Musei
Museo del castello
Raccoglie l'enorme quantità di testimonianze disponibili sulla storia del paese e del territorio circostante. I reperti più antichi sono databili all'Età del ferro; altri resti provengono dal villaggio di epoca altomedievale (Castrum Balneariae) sito nell'area oggi denominata Prati di Sant'Andrea, a est dell'attuale centro cittadino (via Lunga). Il villaggio, collocato su una motta (tumulo artificiale) di forma rettangolare, è oggetto di scavi archeologici a partire dal 2005. In differenti strati sono state ritrovate tracce di epoca romana e medievale. Il museo, che ha sede nella Rocca, è stato inaugurato il 28 giugno 2008.
Museo storico "Pietro Mascagni"
Si tratta dell'unico museo totalmente dedicato al compositore livornese. Nel museo storico è custodito il più importante epistolario del compositore Pietro Mascagni, consistente in circa 4.669 lettere scritte nell'arco di oltre trent'anni (dal 1910 al 1944) e ordinate in 126 raccoglitori. Sono inoltre conservati diversi oggetti personali del Maestro, numerosissime fotografie con dedica, un suo pianoforte, il calco funebre del suo volto, spartiti musicali, pubblicazioni a lui dedicate, ritagli di giornali dell'epoca, ed altro. Il Museo è sorto nel 1975 in seguito alla donazione fatta alla Parrocchia dalla signora Anna Lolli (1888-1972), bagnarese e musa ispiratrice del Maestro. Il fatale incontro avvenne al Teatro dell'Opera di Roma nel 1908, dove la Lolli era impegnata come cantante corista. Il museo custodisce anche una trentina di lettere scritte da Gabriele D'Annunzio a Mascagni.
Museo parrocchiale di arte sacra
Fondato da monsignor Alberto Mongardi (arciprete di Bagnara dal 1932 al 1978), il museo è allestito nei locali della canonica della chiesa arcipretale. Sono custoditi oggetti di carattere religioso, appartenenti per la maggior parte alle chiese del territorio bagnarese. Di particolare rilievo sono:
- gli apparati liturgici in broccato e damasco, le trine e i tessuti ricamati (sec. XVI-XIX);
- un raro Antifonario e un Graduale, entrambi con xilografie, datati rispettivamente 1520 e 1524, firmati da Pier Paolo Porro;
- una Bibbia e una Concordantiae Bibliorum del XVI secolo;
- altri libri corali, manoscritti e stampe dei secoli XVII e XVIII;
- vari oggetti di oreficeria e argenteria;
- un ostensorio-reliquiario del XVII secolo in rame dorato e un prezioso calice del XVIII secolo in argento dorato.

Sono inoltre conservati dipinti dei secoli XVI -XVIII, compresa una pala d'altare di Innocenzo da Imola, firmata e datata 1515, e una tela di Pietro Bacchi da Bagnara (pittore minore del Cinquecento); un atlante completo in sette quadri del 1650; maioliche fiorentine ed imolesi dei secoli XVII e XVIII; un pregevole Crocifisso in legno di fico della scuola di Donatello del XV secolo; una raccolta di oltre mille monete e medaglie (secc. XVII-XIX).
Altri luoghi di conservazione
Da ricordare anche il nucleo storico dell'archivio parrocchiale, che comprende importanti copie cartacee di documenti del 1252 e del 1437-1573, oltre ai libri dei battezzati (dal 1564), dei cresimati (dal 1578), dei matrimoni (dal 1587), dei morti (dal 1507), agli stati della popolazione (dal 1760) e agli inventari (dal 1738).

### Eventi e ricorrenze
- «Popoli pop cult fest» (giugno). È la Festa dei popoli. La manifestazione è essenzialmente eno-gastronomica. Si possono assaggiare le gastronomie di decine di Paesi dei cinque continenti. La cucina non è reinterpretata: è fatta da persone che sono nate nei paesi di cui propongono i piatti. Nelle piazze del paese si può ascoltare musica dal vivo. Accompagnano la festa le mostre e le estemporanee artistiche;
- «Mascagni d'Oro» (ultima domenica di ottobre). Nato nel 1981, il premio è assegnato a un cantante lirico che si è particolarmente distinto nell'ultimo anno. La premiazione avviene durante un concerto nell'Auditorium parrocchiale. Dal 2009 viene assegnato anche «Mascagni d'Oro» alla carriera. Un altro premio di valore nazionale è il «Giglio d'oro». Nato nel 1991, è intitolato al tenore Beniamino Gigli. Il premio viene consegnato al termine della stagione lirica, all'inizio di maggio.

## Geografia antropica
Bagnara di Romagna possiede una sola frazione: San Filippo, che si trova a poca distanza dal fiume Santerno e dal Canale Emiliano Romagnolo.

### Urbanistica
Il centro storico bagnarese conserva la topografia conferitagli nel 1354 da Barnabò Visconti, che lo fortificò con una cinta muraria attorniata da un fossato e fece edificare la rocca sul lato di ponente (vedi La Rocca sforzesca).

## Infrastrutture e trasporti
Per muoversi in direzione di Bologna, è necessario attraversare il Santerno. Fino all'inizio del XIX secolo l'attraversamento si effettuava a guado o in barca. Nel 1821 fu inaugurato il primo ponte stabile (fatto in legno); nel 1879 fu realizzato un nuovo ponte, sempre in legno. Dopo la prima guerra mondiale fu costruito il primo ponte in muratura. I bombardamenti della seconda guerra mondiale lo colpirono e lo distrussero. Il nuovo ponte risale al 1951.

## Amministrazione
I comuni di Bagnara di Romagna, Alfonsine, Bagnacavallo, Conselice, Cotignola, Fusignano, Lugo, Massa Lombarda e Sant'Agata sul Santerno formano insieme l'Unione dei comuni della Bassa Romagna.

### Sindaci dal 1945
| Periodo        | Periodo          | Primo cittadino       | Partito                                                         | Carica  | Note                                                                        |
| -------------- | ---------------- | --------------------- | --------------------------------------------------------------- | ------- | --------------------------------------------------------------------------- |
| 1945           | 1950             | Silvio Beltrani       | Partito comunista                                               | Sindaco | Dimissioni                                                                  |
| 1950           | 1960             | Ciro Ricci Pettitoni  | Partito socialista                                              | Sindaco | Confermato nel 1956.                                                        |
| 1960           | 1978             | Giovanni Beltrani     | PCI                                                             | Sindaco | Confermato nel 1964, 1970 e nel 1975. Deceduto durante il mandato nel 1978. |
| 1978           | 23 aprile 1995   | Lodovico Muccinelli   | Partito comunista, poi Partito Democratico della Sinistra (PDS) | Sindaco | Confermato nel 1980, il 17 giugno 1985 e il 6 giugno 1990.                  |
| 24 aprile 1995 | 14 giugno 2004   | Emilio Bianchi        | PDS, poi DS (L'Ulivo)                                           | Sindaco | Confermato il 13 giugno 1999.                                               |
| 15 giugno 2004 | 7 giugno 2009    | Giovanni Ciarlariello | DS (L'Ulivo), poi PD                                            | Sindaco |                                                                             |
| 8 giugno 2009  | 20 novembre 2012 | Angelo Galli          | Lista civica                                                    | Sindaco | Deceduto durante il mandato nel 2012.                                       |
| 27 maggio 2013 | 10 giugno 2018   | Riccardo Francone     | Lista civica                                                    | Sindaco |                                                                             |
| 11 giugno 2018 | 12 giugno 2024   | Riccardo Francone     | Lista civica «Vivi Bagnara»                                     | Sindaco |                                                                             |
| 13 giugno 2024 | In carica        | Mattia Galli          | Lista civica «Vivi Bagnara»                                     | Sindaco |                                                                             |

Fonte: Prefettura di Ravenna - Ufficio elettorale

### Gemellaggi
Bagnara di Romagna è gemellata con:
- Adelmannsfelden, dal 18 maggio 2007
- Saint-Drézéry, dal 4 aprile 2009

## Sport

### Impianti sportivi
Sul territorio comunale di Bagnara insistono i seguenti impianti:
- Campo sportivo comunale;
- Palazzetto dello sport;
- Impianto sportivo tennis e bocce (con un campo di calcio a cinque).